# Ullabella
Ullabella er en dansk film fra 1961.
- Manuskript Ole Walbom og Henning Kehler. Baseret på Henning Kehlers skuespil Ullabella eller Han slog et Barn (udkommet som bog i 1941 og opført på Det kongelige Teater).
- Instruktion Ole Walbom.

Blandt de medvirkende kan nævnes:
- Gitte Hænning
- Jens Østerholm
- Sigrid Horne-Rasmussen
- Karl Stegger
- Else Marie Hansen
- Johannes Meyer
- Elith Pio
- Peter Poulsen
- Gunnar Lemvigh
- Ole Larsen
- Bendt Rothe
- Bjarne Forchhammer
- Poul Thomsen
- Ingolf David
- Henry Lohmann
- Henry Jessen
- Benny Hansen

## Eksterne links
- Ullabella på Internet Movie Database (engelsk)
- Ullabella på Filmdatabasen
- Ullabella på danskefilm.dk
- Ullabella på danskfilmogtv.dk
- Ullabella i Svensk Filmdatabas (svensk)
- Ullabella på The Movie Database (engelsk)